# Vid Khisl
Vid Khisl (včasih ime črkovano kot Veit, priimek pa Khisel ali Khissel, tudi s pridevkom von Kaltenbrunn), kranjski plemič, veletrgovec, ljubljanski župan in sodnik, začetnik kranjske plemiške družine Khisl * neznano, † po 1547 ali po 1569

## Zgodnje življenje
Rodil se je Vidu Khislu, ki je v Ljubljano domnevno prišel z bavarskega dvora, tu pa je kupil hišo in postal cerkveni ključavničar. Do 1519 je postal ljubljanski meščan. Vid Khisl (ml.) je prvič omenjen 31. januarja 1522 v dokumentu, kjer je bil kot podjetnik bavarskega porekla sprejet za ljubljanskega meščana.

## Politično delovanje
Do leta 1524 je bil že član zunanjega mestnega sveta, do leta 1525 pa notranji svetnik. Leta 1526 je bil eden izmed štirih deželnih davčnih pobiralcev. Od 25. julija 1527 do leta 1529 je bil ljubljanski mestni sodnik. V letih 1533–1534, 1537, 1540–1544 in od 20. julija 1544 do 20. julija 1547 pa je bil tudi župan. V svojem zadnjem mandatu je bolehal, mestna oblast pa mu je bila izročena v postelji. Leta 1544 je v Ljubljano povabil mestne piskače. 1. julija 1554 je od cesarja Ferdinanda II. prejel status plemiča ter plemiški grb, 15. maja 1569 pa ga je Maksimilijan II. povzdignil v viteza. 
Pridobil je posestvo Kaltenbrunn (danes Fužine, Ljubljana). Leta 1528 je začel zidati grad Fužine, pri postavitvi pa mu je pomagal njegov družabnik Weilhammer. 7. maja 1561 je grad s pripadajočo posest postal baronski fevd. Poleg gradu si je lastil tudi meščansko hišo nasproti poslopja ljubljanske škofije, kot tudi travnik na Gradišču ter njivo pred Vicedomskimi vrati, ki jo je od krznarske bratovščine kupil leta 1526. 

## Trgovsko in industrijsko delovanje
V prvi polovici 16. stoletja je bil solastnik trgovske družbe Khisl-Weilhammer, ki je imela monopol v trgovini z bakrom, trgovala z idrijskim živim srebrom ter si lastila fužinsko steklarno. V okviru trgovske družbe je deloval z družabnikom Janezom Weilhammerjem, kjer je Khisl na potovanjih sklepal posle, Weilhammer pa je skrbel za knjigovodstvo. Družba je trgovala z različnim blagom do južne Nemčije, Furlanije, srednje in južne Italije, Reko, Senj in osrednjo Hrvaško. S trgovanjem sta zelo hitro zelo obogatela. Vlagala sta v rudniške deleže, med drugimi v bakrov rudnik in pripadajočo fužino v Samoborju, za čigar sta imela privilegij na izvoz, ter v talilnico svinca v Litiji. Leta 1530 sta v današnjih ljubljanskih Fužinah postavila manufakturo za izdelavo topovskih krogel in orožja ter v njej zaposlila okrog 15 italijanskih strokovnjakov. Leta 1531 sta z dovoljenjem nadvojvoda Ferdinanda II. postavila tri ladijske mline na Ljubljanici.
Na Novem trgu je z začetkom 16. stoletja stala steklarna v lasti Andreja Dolenika in lekarnarja Zoana Francesca Catanie, ki pa sta zašla v finančne težave. Med njunim pravdanjem z njunim posojilodajalcem, ljubljanskim trgovcem Volbenkom Polžem, sta oba umrla, pričela pa se je pravda, v okviru katere je poleg ostalih upnikov Khisl zahteval 90 dukatov za beneški svinec. Po razsodbi je bila steklarna dana na javno dražbo. Khisl in Weilhamer sta jo leta 1541 kupila za 305 dukatov. Ni jasno, ali je ta steklarna ista fužinski steklarni, leta 1534 je namreč prišlo do pravnega spora zaradi privilegija Volbenka Vitla, ko je Khisl hotel uvoziti špansko pepeliko. Po Khislovi smrti je vodenje steklarne prevzel njegov sin Hans Khisl. Zaradi steklarn je po Vidovi smrti potekal še drug pravni spor, radgonskemu meščanu in steklarju Marku Antonu je Hans zaplenil pepeliko zaradi steklarskega privilegija, ki ga je Vid obnovil leta 1546.

## Družina
Poročen je bil s Katarino Stettner, hčerko ljubljanskega trgovca Marka, s katero sta imela sina Hansa Khisla (imenovan tudi Janez Khisl) in Erazma, ki je umrl kot otrok, ter hčere Emerencijano, Ano, Katarino in Barbaro. Khisl je vplival na humanistično izobrazbo svojih otrok, kot ljubitelja glasbe pa ga je omenil tudi Primož Trubar v svojem delu Ta celi Cathechismus eni Psalmi.
Emerencijana Khisl
Hčerka Emerencijana se je leta 1574 poročila z Janezom Baptistom Valvasorjem, lombardskim trgovcem iz Telgat, ki je okoli leta 1550 prišel na Kranjsko in postal krški prefekt. Z Emerencijano nista imela potomcev. Bil je drugi stric Janeza Vajkarda Valvasorja.
Ana Khisl
Anna Khisl se je poročila z Vinzenzom Watzom in rodila šest otrok: Martina, Margareto, Petra, Gregorja, Johanna in Michaela.